# وینسخوتن
وینسخوتن (به هلندی: Winschoten) یک منطقهٔ مسکونی در هلند است که در شهرستان الدآمبت واقع شده‌است. وینسخوتن ۲۲٫۲۴ کیلومتر مربع مساحت و ۱۸٬۵۱۸ نفر جمعیت دارد.

## خواهرخوانده
شهر فروندنبرگ خواهرخواندهٔ وینسخوتن هست.